# Meloe tropicus
Meloe tropicus es una especie de coleóptero de la familia Meloidae.

## Distribución geográfica
Habita en América Central.